# Ai Fukuhara
Ai Fukuhara (Sendai, 1 de novembro de 1988) é uma mesa-tenista japonesa.

## Carreira
Ai Fukuhara representou seu país nos Jogos Olímpicos de 2004, 2008, 2012 e 2016. Conquistou a medalha de prata por equipes em Londres e a de bronze no Rio de Janeiro.
Ela é extremamente popular na Ásia do leste.  No Japão, é conhecida como Ai-Chan. (Ai significa amor em japonês) Além disso, ela é também muito conhecida na China e Taiwan, porque desde era pequena ela era treinada por vários treinadores chineses. Em consequência, ela domina chinês, e até o sotaque da região Nordeste da China.
No dia 6 de Abril de 2016, conta-se que Ai Fukuhara vai casar-se com o seu namorado, o mesa-tenista taiwanês, Chiang Hung-Chieh, depois dos Jogos Olímpicos do Rio.